# Der Käfig (1965)
Der Käfig (Originaltitel: The Cage) ist ein US-amerikanischer Science-Fiction-Fernsehfilm aus dem Jahr 1965. Er wurde als Pilotfolge der Star-Trek-Fernsehserie Raumschiff Enterprise produziert, jedoch vom Sender abgelehnt. Fast alle Szenen der Pilotfolge wurden später in der elften und der zwölften Folge der Serie, Talos IV – Tabu, verwendet.
Die vollständige Pilotfolge wurde am 24. Dezember 1988 erstmals im US-amerikanischen Fernsehen ausgestrahlt. In Deutschland lief sie erstmals am 25. Oktober 1993 auf Sat.1.

## Handlung
Nach einer verlustreichen Mission auf dem Planeten Rigel VII folgt die Enterprise unter dem Kommando von Captain Christopher Pike einem Notruf auf den Planeten Talos IV. Das von Pike geführte Landeteam findet dort eine Gruppe Überlebender des seit 18 Jahren verschollenen Forschungsschiffes Columbia. Unter den Überlebenden ist die attraktive Vina.
Von Vina abgelenkt, wird Pike von den Talosianern gefangen genommen, einer hoch entwickelten, Telepathie beherrschenden Spezies. Es stellt sich heraus, dass der Notruf von den Talosianern fingiert wurde und auch die Überlebenden, mit Ausnahme von Vina, nur eine Illusion waren, mit der die Enterprise zu dem Planeten gelockt werden sollte.
Pike wird in einem Käfig interniert und die Talosianer versuchen, seinen Geist zu manipulieren, ihm Vina nahezubringen, aber Pike widersteht. Er erkennt, dass die Talosianer ihn nach Talos IV gelockt haben, um mit ihm und Vina eine neue Menschenrasse zu züchten, um sie zu versklaven.
Als ein weiteres Landeteam zur Bergung des Captains auf den Planeten gebeamt wird, geraten auch Nummer Eins und Fähnrich Colt in die Gewalt der Talosianer. Sie werden zu Pike in den Käfig gesperrt, in der Hoffnung, dass Pike sich zu ihnen hingezogen fühlt. Schließlich kann Pike einen Wärter überwältigen und die Gefangenen können auf die vor Jahrhunderten atomar zerstörte Planetenoberfläche entkommen.
Als die Landegruppe dort von den Talosianern gestellt wird, droht Nummer Eins, alle durch eine Explosion ihres Phasers zu töten, da sie lieber sterben wolle, als in Gefangenschaft zu leben. Daraufhin lassen die Talosianer Nummer Eins und Fähnrich Colt gehen. Pike offenbaren sie, dass Vina die einzige Überlebende des Absturzes der Columbia war. Sie hatte das Unglück schwer entstellt überlebt, und um ihr zu helfen, schufen sie ihr die Illusion eines unversehrten Äußeren. Pike bittet die Talosianer, ihr diese Illusion nicht zu nehmen, woraufhin sie ihr die Illusion eines Pike an die Seite stellen, während Captain Pike auf sein Schiff zurückkehrt.

## Hintergrund

### Produktion
Die Pilotfolge Der Käfig wurde vom 27. November bis Mitte Dezember 1964 in den Desilu-Studios in Culver City, Kalifornien gedreht, die Postproduktion dauerte bis zum 18. Januar 1965. Die Produktionskosten betrugen etwa 630.000 US-Dollar.
Die Talosianer wurden von Frauen gespielt und in der englischsprachigen Fassung mit Männerstimmen nachsynchronisiert; in der deutschen Sprachfassung sind die Talosianer sowohl männlich als auch weiblich.

### Premiere und Ablehnung als Pilotfilm
Der Käfig hatte in einer 78-minütigen Schnittfassung 1965 seine Weltpremiere auf der Weltcon in Cleveland (Ohio). Der Sender NBC lehnte Der Käfig unter anderem als zu intellektuell und zu actionarm ab. Der Charakter Spock wurde als „satanisch“ kritisiert, ebenso stieß die weibliche Führungsrolle der von Majel Barrett verkörperten Nummer Eins auf Kritik, die nicht dem damals gängigen Rollenverständnis entsprach. Laut Studiodirektor Herbert F. Solow und Produzent Robert Justman hingegen war nicht das Geschlecht der Nummer Eins das Problem, sondern vielmehr die Besetzung der Rolle mit Roddenberrys Geliebter; der Sender wünschte sich eine Darstellerin mit mehr Starpower.
Nach der Zurückweisung des Pilotfilms zog sich Jeffrey Hunter von der Rolle des Pike zurück, um sich auf seine Kinokarriere zu konzentrieren. Gene Roddenberry wurde beauftragt, eine weitere Pilotepisode (Die Spitze des Eisberges) zu produzieren, die den Vorstellungen des Senders näher kam. Diese Episode wurde dann später als dritte Episode der Serie ausgestrahlt.

### Verwendung als Rückblende in den Serien
Szenen aus Der Käfig fanden in der Doppelfolge Talos IV – Tabu der ersten Staffel von Raumschiff Enterprise Verwendung. In dieser wird in einer Rahmenhandlung erzählt, wie Spock unter Verstoß gegen geltendes Sternenflotten-Recht eine Mission zur Rettung des entstellten Captain Pike unternimmt, zur Erklärung seiner Motive werden Szenen aus Der Käfig als Rückblende verwendet und der Charakter Pike als Vorgänger Kirks als Captain der USS Enterprise eingeführt. Talos IV – Tabu stellt insoweit eine Fortsetzung von Der Käfig dar, als Spock am Ende der Doppelfolge seinen früheren Vorgesetzten auf den Planeten Talos IV in die Obhut der Talosianer überbringt, um ihm dort ein würdiges Weiterleben zu ermöglichen.
Die Folge Gedächtniskraft aus der zweiten Staffel der Serie Star Trek: Discovery beginnt mit einem kurzen Zusammenschnitt von Der Käfig, da Michael Burnham mit ihrem Ziehbruder Spock in dieser Folge zum Planeten Talos IV reist. Vina und Captain Pike sprechen in der Folge zweimal miteinander. Pike bringt auch die Discovery nach Talos IV.

### Spätere Veröffentlichungen
Nach dem Ende der Serie führte Gene Roddenberry eine schwarzweiße Arbeitskopie auf verschiedenen Science-Fiction-Treffen vor. Die farbigen Originalaufnahmen, mit Ausnahme der für Talos IV – Tabu verwendeten Szenen, galten zwischenzeitlich als verschollen und wurden erst in den 1980er Jahren wiederaufgefunden. Im Oktober 1986 veröffentlichte Paramount Home Video eine VHS-Fassung des Films, bestehend aus den Schwarzweiß-Aufnahmen sowie farbigen Szenen der Episode Talos IV – Tabu und einer Einleitung von Gene Roddenberry.
Ende November 1988 strahlte Paramount das zweistündige Star-Trek-Special The Star Trek Saga: From One Generation to the Next mit Patrick Stewart als Moderator aus, in dem die Episode in einer 64-minütigen Schnittfassung erstmals komplett in Farbe gezeigt wurde.
Die Erstausstrahlung in Deutschland erfolgte am 25. Oktober 1993 auf Sat.1, ebenfalls im Rahmen dieses Specials, das unter dem Titel Raumschiff Enterprise: Von einem Jahrhundert in das nächste gezeigt wurde.
2004 erschienen die Farb- und Schwarzweiß-Version mit Roddenberrys Einführung in der DVD-Box der dritten Staffel. Wie auch die Serie wurde Der Käfig 2009 digital remastered und erneut in der DVD- bzw. Blu-Ray-Box der dritten Staffel veröffentlicht. Hierbei wurden der Vorspann komplett neu erstellt und diverse Spezialeffekte optimiert. Die ursprüngliche Fassung ist auf der Blu-ray ebenfalls enthalten.

### Unterschiede zur Serie
Der Käfig unterscheidet sich von der Serie vor allem hinsichtlich der Besetzung. So wurde die Figur des Captain Pike durch Captain Kirk ersetzt und mit William Shatner neu besetzt. Die weibliche „Nummer eins“ entfiel, Darstellerin und spätere Roddenberry-Ehefrau Majel Barrett übernahm in der Serie stattdessen eine kleine Nebenrolle als Krankenschwester Christine Chapel. Die Rolle des Bordarztes wurde mit DeForest Kelley als Dr. McCoy neu besetzt. Einzig Leonard Nimoy als Spock fand als Wissenschafts- und neuer Erster Offizier den Weg in den Cast der Serie, bezüglich dieser Figur konnte sich Roddenberry gegenüber den Verantwortlichen der NBC durchsetzen. In Der Käfig zeigt sich der Charakter Spocks allerdings wesentlich emotionaler als später in der Serie.
Auch die Setdesigns und Uniformen wurden für die Serie nochmals überarbeitet.

### Synchronisation
Die deutsche Synchronisation entstand erst 1993 durch die Arena Synchron GmbH, nach einem Dialogbuch und unter der Dialogregie von Ulrich Johannson.
| Rolle                       | Darsteller     | Deutscher Sprecher    |
| --------------------------- | -------------- | --------------------- |
| Capt. Christopher Pike      | Jeffrey Hunter | Mathias Einert        |
| Spock                       | Leonard Nimoy  | Norbert Gescher       |
| Lt. Cmdr. Una „Nummer Eins“ | Majel Barrett  | Madeleine Lierck-Wien |
| Dr. Phillip Boyce           | John Hoyt      | Heinz Theo Branding   |
| Vina                        | Susan Oliver   | Sabine Sebastian      |
| Der Magistrat               | Meg Wyllie     | Barbara Ratthey       |
| Unteroffizier J.M. Colt     | Laurel Goodwin | Maja Dürr             |
| Lt. José Tyler              | Peter Duryea   | Boris Tessmann        |

## Rezeption
StarTrek-Index.de bezeichnet Der Käfig als „ambitionierten Pilotfilm, der an manchen Stellen allerdings etwas zu viel will“ und deshalb „manchmal etwas langatmig“ wirke. Dennoch sei Der Käfig „ein interessantes, intellektuell anspruchsvolles Drama über die Gedankenmanipulation übermächtiger Wesen und über die moralischen Auswirkungen und Rechtfertigungen von Gefangenschaft“. Schon in diesem Pilotfilm werde „das Außergewöhnliche an Star Trek deutlich“.
James Rundle führte Der Käfig 2010 auf SciFiNow in einer Auflistung der zehn besten Folgen von Raumschiff Enterprise auf Platz 3.
Dany Roth erstellte 2016 für die Website syfy.com ein Ranking der Pilotepisoden aller bis dahin erschienenen Star-Trek-Realfilmserien. Der Käfig führte er dabei auf Platz 5.
Valerie Complex erstellte 2017 für die Website gamespot.com ein Ranking der Pilotepisoden aller bis dahin erschienenen Star-Trek-Serien. Der Käfig führte sie dabei auf Platz 7.
Guy Desmarais führte Der Käfig 2018 auf thegamer.com in einer Liste der 25 gruseligsten Star-Trek-Folgen auf Platz 19.
Dusty Stowe erstellte 2023 für die Website screenrant.com ein Ranking der Pilotepisoden aller elf bis dahin veröffentlichten Star-Trek-Serien (Die Anthologie-Serie Star Trek: Short Treks blieb unberücksichtigt). Der Käfig führte er dabei auf Platz 8.